# Џил Хенеси
Џил Хенеси (25. новембар 1968) је америчка телевизијска и филмска глумица.
Џил Хенеси је најпознатија по улогама Клер Кинкејд у серији Ред и закон и Џордан Кавано у серији Џордан.